# Şamil Erdoğan
Şamil Erdoğan, geboren als Schamil Achmedow (* 15. Juli 1990 in Kisiljurt, Dagestanische ASSR), ist ein türkischer Ringer russischer Herkunft.

## Leben
Zu Beginn seiner Karriere startete er für Russland und war 2010 im freien Stil Juniorenweltmeister in der Klasse bis 96 kg. Bei den Aktiven gewann er einige internationale Turniere: 2011 Golden Grand Prix, 2011 Henri Deglane Challenge und Dave Schultz Memorial International, 2012 International Olympia Tournament, Ramzan Kadyrov Cup und Moscow Lights, 2013 Dmitri Korkin Tournament und Moscow Lights.
Danach wechselte er zum türkischen Verband und änderte seinen Namen.

## Doping
Bei den Ringer-Weltmeisterschaften 2014 gewann er zunächst die Bronzemedaille in der Klasse bis 97 kg. Während der im September 2014 abgehaltenen Titelkämpfe in Taschkent wurde er während einer Dopingkontrolle positiv auf Stanozolol getestet und für zwei Jahre gesperrt. Die 2014 gewonnene Bronzemedaille musste er zurückgeben.